# Вайда ребриста
Вайда ребриста (Isatis costata) — вид квіткових рослин родини капустяних (Brassicaceae).

## Біоморфологічна характеристика
Це дворічна чи однорічна рослина 40–120 см. Стебла прямовисні, зверху сильно розгалужені, голі, злегка сизуваті. Листки голі чи рідковолосисті. Прикореневе листки незабаром в'януть, на ніжках; листкова пластинка обернено-яйцювато-видовжена, обернено-ланцетна чи лопатчаста, (2)8–9(14) × (0.5)1–3 см, край цільний або зубчастий. Середні стеблові листки сидячі; листкова пластинка вузько видовжена, ланцетна чи ланцетно-яйцеподібна, (1)3–8(11) × (0.3)0.5–2(3) смкрай цільний. Чашолистки довгасті, 1.5–1.8 × 0.5–0.8 мм, голі. Пелюстки жовті, видовжено-прямоланцетні, 2.5–3 × 0.5–0.8(1) мм, верхівка тупа. Стручечки овальні, 9–13 × 3–5 мм, зверху округлені, біля основи тупі. Насіння жовтувато-коричневе, вузьковидовжене.

## Поширення
Росте в Євразії від Криму до Маньчжурії та західних Гімалаїв.
В Україні росте на степах, сухих схилах, оголеннях крейди та вапняку — Донецький Лісостеп, зрідка.